# Béton renforcé de fibres
Le béton renforcé de fibres, ou béton fibré, est un béton de ciment contenant des fibres qui lui donnent de meilleures propriétés mécaniques et une meilleure durabilité. Le pourcentage volumique des fibres dans le béton varie généralement entre 0,9 et 4 %.

## Propriétés
Comparé au béton sans fibres, le béton renforcé de fibres a les propriétés suivantes : 
- de meilleures résistances au choc, à l'usure , à l'abrasion et aux cycles de gel / dégel ;
- une résistance à la traction légèrement améliorée ;
- une résistance à la compression identique.

## Fibres pour béton
Le béton renforcé de fibres peut contenir différents types de fibres tels que :
- des fibres métalliques : acier (NF EN 14889-1[3]), fonte amorphe ;
- des fibres polymères (NF EN 14889-2[4]) : polypropylène, polyamide, aramide, polyéthylène, polytéréphtalate d'éthylène, cellulose ;
- des fibres minérales non-métalliques : fibre de verre, fibre de carbone.

## Béton renforcé de fibres métalliques
Ce type de béton est surtout utilisé pour la construction de structures porteuses. 
Les fibres en acier peuvent :
- améliorer la résistance structurelle ;
- réduire les besoins de renforcement en acier ;
- réduire la largeur des fissures améliorant ainsi la durabilité ;
- améliorer la résistance aux chocs ;
- améliorer la résistance au gel-dégel.

## Béton renforcé de fibres polymères
Ce type de béton est surtout utilisé pour la construction d’habitats individuels. 
Les fibres en polypropylène et en polyamide peuvent :
- améliorer la cohésion du mélange ce qui améliore sa pompabilité sur de longues distances ;
- améliorer la résistance au gel-dégel ;
- améliorer la résistance à l'écaillage en cas d'incendie ;
- améliorer la résistance aux chocs ;
- augmenter la résistance au retrait plastique pendant le durcissement ;
- améliorer la résistance structurelle ;
- réduire les besoins de renforcement en acier ;
- améliorer la ductilité ;
- réduire la largeur des fissures améliorant ainsi la durabilité.